# Championnat du Maroc masculin de handball 2018-2019
Navigation
Division Excellence 2017-2018 Division Excellence 2019-2020
La saison 2018-2019 de la Division Excellence est la 55e édition du Championnat du Maroc masculin de handball.

## Phase régulière
Le classement final du Groupe Nord est :
|    | Équipe               | Pts | J  | G  | N | P  | Bp  | Bc  | Diff | Dép |
| -- | -------------------- | --- | -- | -- | - | -- | --- | --- | ---- | --- |
| 1  | FAR de Rabat         | 54  | 18 | 18 | 0 | 0  | 517 | 330 | 187  | --  |
| 2  | Hassania Guercif     | 47  | 18 | 14 | 1 | 3  | 472 | 412 | 60   | --  |
| 3  | AS Taza              | 42  | 18 | 11 | 2 | 5  | 440 | 429 | 11   | --  |
| 4  | FUS de Rabat         | 37  | 18 | 8  | 3 | 7  | 450 | 420 | 30   | --  |
| 5  | Etudiants de Tetouan | 34  | 18 | 7  | 2 | 9  | 425 | 436 | -11  | ?   |
| 6  | Mouloudia Oujda      | 34  | 18 | 7  | 2 | 9  | 440 | 453 | -13  | ?   |
| 7  | RST Tanger           | 32  | 18 | 6  | 2 | 10 | 404 | 408 | -4   | --  |
| 8  | Hilal Nador          | 31  | 18 | 6  | 1 | 11 | 431 | 472 | -41  | ?   |
| 9  | CODM de Meknès       | 31  | 18 | 5  | 3 | 10 | 464 | 512 | -48  | ?   |
| 10 | Ittihad Tanger       | 18  | 18 | 0  | 0 | 18 | 367 | 538 | -171 | --  |

Le classement final du Groupe Sud est :
|    | Équipe                 | Pts | J  | G  | N | P  | Bp  | Bc  | Diff | Dép |
| -- | ---------------------- | --- | -- | -- | - | -- | --- | --- | ---- | --- |
| 1  | Raja d'Agadir          | 51  | 18 | 16 | 1 | 1  | 550 | 380 | 170  | --  |
| 2  | Widad Smara (T)        | 50  | 18 | 15 | 2 | 1  | 558 | 391 | 167  | --  |
| 3  | Mouloudia de Marrakech | 41  | 18 | 10 | 3 | 5  | 544 | 469 | 75   | ?   |
| 4  | Union Enousar          | 41  | 18 | 11 | 1 | 6  | 488 | 435 | 53   | ?   |
| 5  | Mountada Derb Sultan   | 36  | 18 | 9  | 0 | 9  | 478 | 508 | -30  | --  |
| 6  | Kawkab de Marrakech    | 34  | 18 | 7  | 2 | 9  | 446 | 464 | -18  | ?   |
| 7  | Rabita de Casablanca   | 34  | 18 | 8  | 0 | 10 | 438 | 463 | -25  | ?   |
| 8  | OC Safi                | 33  | 18 | 7  | 1 | 10 | 450 | 522 | -72  | --  |
| 9  | Etoile Sahel Salmi     | 20  | 18 | 1  | 0 | 17 | 402 | 546 | -144 | ?   |
| 10 | Alliance Kénitra       | 20  | 18 | 1  | 0 | 17 | 410 | 586 | -176 | ?   |

## Phase finale

### Quarts de finale
Les quarts de finale se déroulent entre les 21 avril (aller) et entre les 27 et 28 avril 2019 (retour) :
| Équipe                   | Aller   | Total   | Retour  | Équipe                |
| ------------------------ | ------- | ------- | ------- | --------------------- |
| [N3] AS Taza             | 25 – 36 | 41 - 59 | 16 - 23 | [S2] Widad Smara      |
| [S4] Union Enousar       | 19 – 22 | 41 - 45 | 22 - 23 | [N2] Hassania Guercif |
| [S3] Mouloudia Marrakech | 20 – 40 | 44 - 74 | 24 - 34 | [N1] FAR de Rabat     |
| [N4] FUS de Rabat        | 24 - 24 | 46 - 50 | 22 - 26 | [S1] Raja d'Agadir    |

### Final Four
Le Final Four s'est déroulé dans la ville de Tiznit sous forme de mini-championnat entre le 10 et 12 mai 2019 :
|   | Équipe           | Pts | J | G | N | P | Bp | Bc | Diff | Dép |
| - | ---------------- | --- | - | - | - | - | -- | -- | ---- | --- |
| 1 | Widad Smara      | 9   | 3 | 3 | 0 | 0 | 70 | 57 | 13   | --  |
| 2 | Raja d'Agadir    | 6   | 3 | 1 | 1 | 1 | 71 | 70 | 1    | --  |
| 3 | FAR de Rabat     | 5   | 3 | 1 | 0 | 2 | 73 | 72 | 1    | --  |
| 4 | Hassania Guercif | 4   | 3 | 0 | 1 | 2 | 68 | 83 | -15  | --  |